# Mitologia xinesa

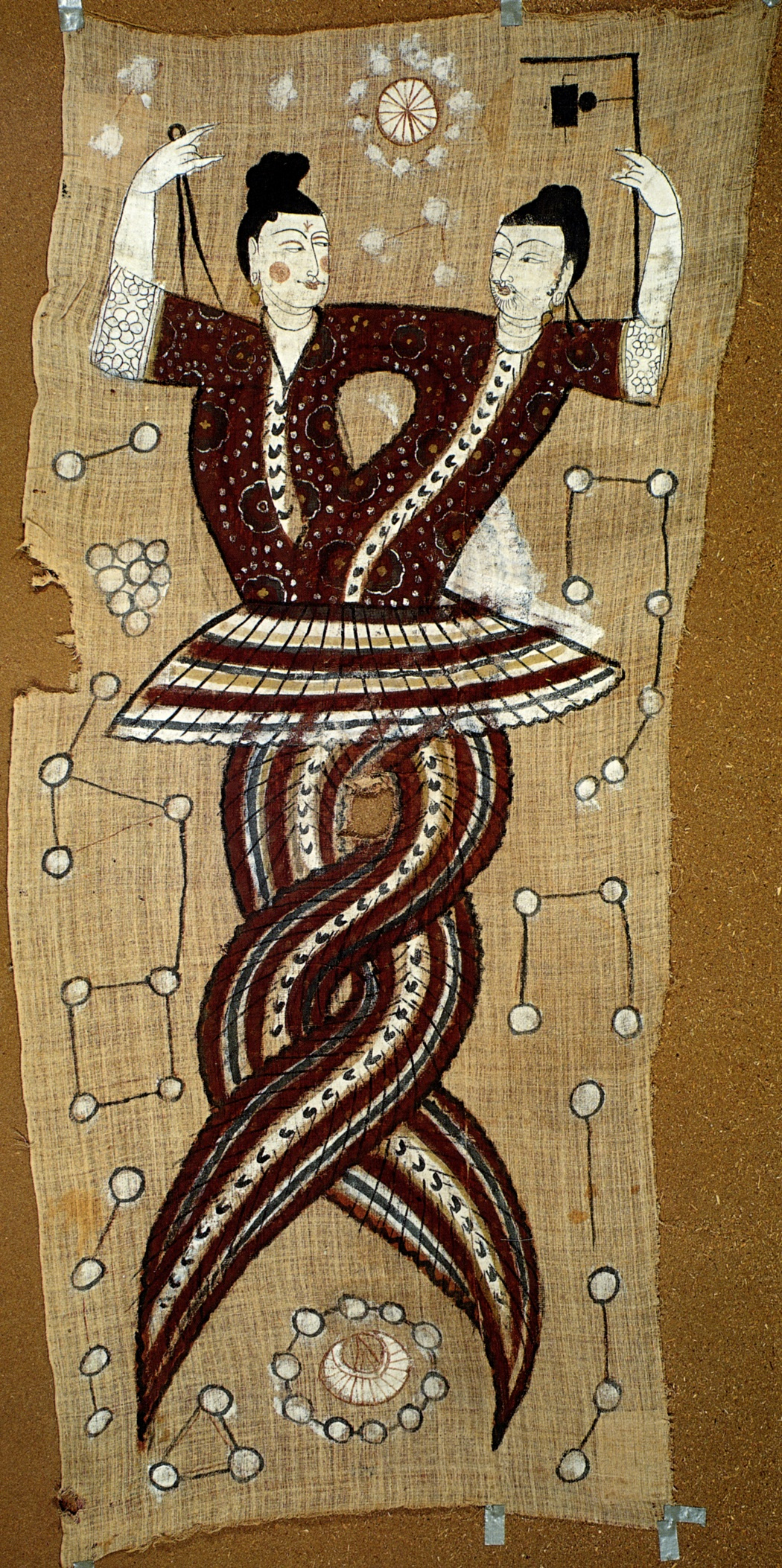
Nüwa i Fuxi

La mitologia xinesa és el conjunt de relats fantàstics relativament cohesionats de la cultura de l'antiga Xina. Aquesta mitologia beu de tres religions: daoisme, confucianisme i budisme. Moltes d'aquestes llegendes se situen durant el període dels tres augustos i cinc emperadors. Malgrat la influència de la civilització japonesa antiga, gran part de la mitologia xinesa és única.
La mitologia xinesa es coneix gràcies a textos que daten essencialment de la dinastia Han. En no tenir més de 2.000 anys d'antiguitat, aquests escrits es classifiquen com a "recents". A més, van ser redactats per doctes que, de vegades, van reinterpretar la mitologia d'acord amb les seves concepcions filosòfiques. D'aquesta manera, van transformar els déus més importants en sobirans virtuosos, que regnaven en els temps antics. També van associar els déus amb les cinc direccions (els quatre punts cardinals i el centre) segons una cosmologia elaborada durant l'antiguitat primerenca.
Es pot tenir una idea del que era la mitologia xinesa "original" comparant-la amb els relats d'altres pobles de l'Extrem Orient. Si s'estén aquesta comparació a tota Euràsia, es pot apreciar que una gran part d'aquesta mitologia és d'origen indoeuropeu per la migració de la Xina per un poble indoeuropeu, els tocaris, fa més de 3.000 anys.
La jerarquia de les deïtats es caracteritzen per ser un reflex de les institucions administratives xineses: un ministre presidint un grup de ministres i diversos secretaris generals. Cada déu és un buròcrata amb responsabilitats definides que informa al seu superior. "Cada mes les deïtats rendeixen comptes al seus superiors i cada any informen de la seua administració a l'Emperador de Jade," que censura o promociona. En conseqüència els déus poden canviar mentre que les funcions atribuïdes es mantenen sent traspassades a altres déus.
La majoria de les divinitats són d'origen daoista i es popularitzaren a causa de dos novel·les escrites durant la dinastia Ming: Viatge a l'Oest i Fengshen Yanyi.

## Mites i llegendes

### La creació

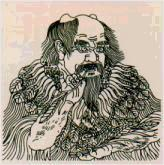
Shennong

Una característica única de la cultura xinesa és la relativament tardana aparició a la literatura dels mites sobre la creació, que ho fan després de la fundació del confucionisme, el daoisme i les religions populars. Les històries tenen diverses versions, de vegades contradictòries entre si. Per exemple, la creació dels primers éssers és atribuïda a Shangdi, Tian (el cel), Nüwa, Pangu o l'emperador de Jade.
A tot l'Extrem Orient i Oceania, existia un dualisme cosmològic, en què s'oposaven dos principis, per una part la llum, el Sol i el foc, per l'altra l'obscuritat, la Lluna i l'aigua. Generalment, un ocell representava el primer principi. A la Xina, es tractava d'un corb. L'ocell solar és un dels temes privilegiats de la dinastia Shang, la primera dinastia xinesa, l'existència de la qual se certifica per mitjà de l'arqueologia.
Una serp, com a animal aquàtic, representava el segon principi. La mare de Shun, un dels sobirans mítics de la Xina, pertanyia al clan de la serp, i el seu pare al de l'ocell. Per tant, Shun era el resultat de la unió dels dos principis. Aquest mite il·lustra també el totemisme de l'antiga societat xinesa, segons el qual cada clan tenia un animal avantpassat, així com l'exogàmia, que exigia als esposos que fossin provinents de clans diferents.
Xie era l'avantpassat de Shang i la seva mare s'anomenava Jiandi. Un dia, va anar a banyar-se amb els seus servents al riu del turó fosc. Un ocell negre (probablement, una oreneta o un corb) va passar per allà, portant un ou multicolor al bec. El va deixar caure, i Jiandi el va agafar i se'l va posar a la boca, empassant-se'l sense adonar-se'n. Després d'això, va concebre Xie.
En aquest relat, es tracta d'una manera particular la unió dels dos principis còsmics, ja que fa intervenir per una part l'aigua i l'obscuritat, i per l'altre un ocell.
Shangdi (上帝) apareix en la literatura cap a 700 aEC o abans (la data depèn de la datació del Shujing, el 'Clàssic de la Història'). Shangdi sembla tenir els atributs d'una persona, però no se l'identifica com a creador fins a la dinastia Han.
L'aparició de Tian (天), el Cel, en la literatura, presenta el mateix problema que Shangdi, depenent també de la data del Shujing. Les qualitats del Cel i de Shangdi semblen unir-se en la literatura posterior fins a ser adorats com una sola entitat (皇天上帝), per exemple al Temple del Cel de Pequín. La identificació dels límits entre l'un i l'altre encara no ha estat resolta.
Nüwa apareix entorn de l'any 350 aEC. El seu company és Fuxi i, de vegades, se'ls adora com a ancestres últims de la humanitat.

### El Sol

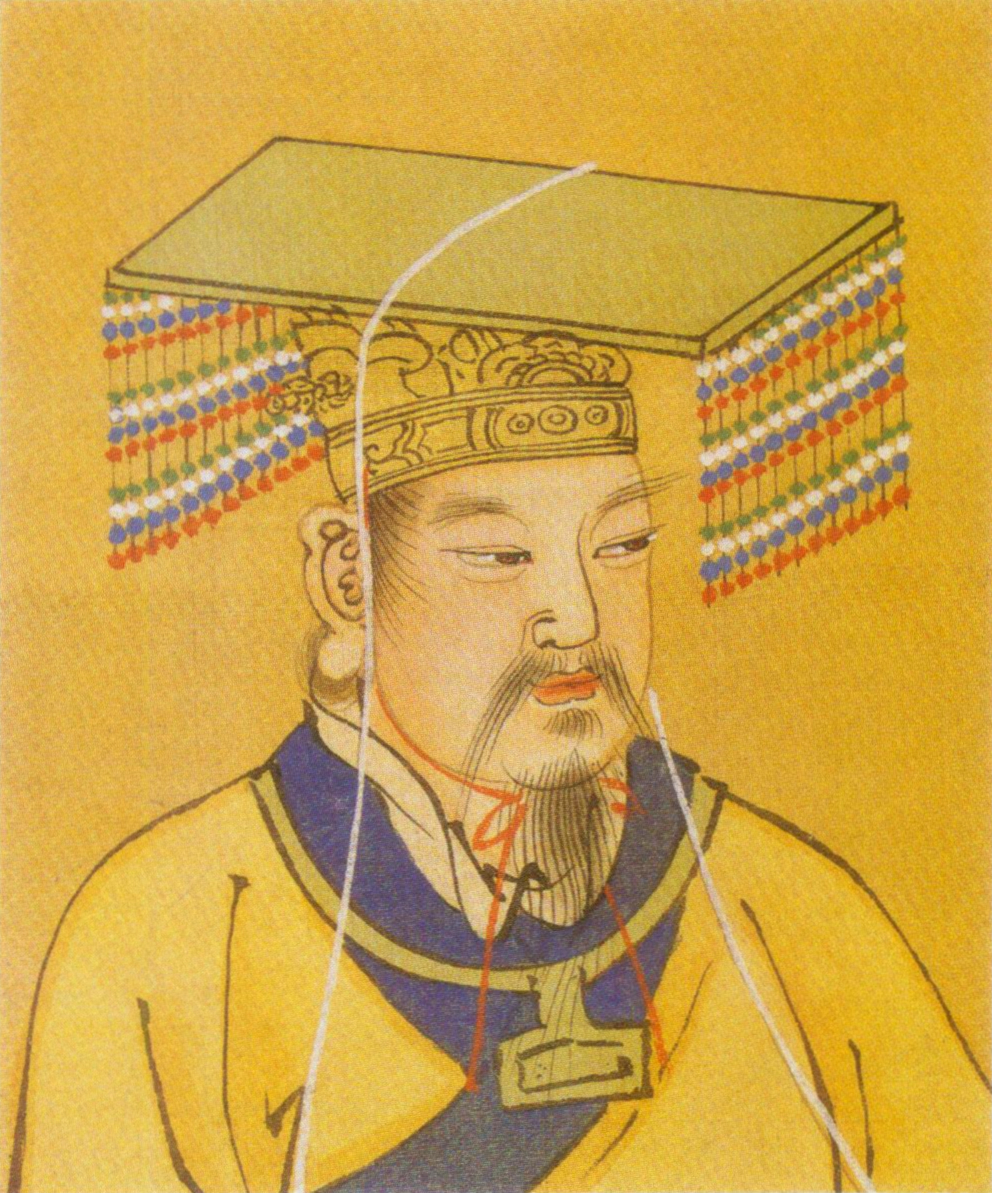
Huang Di

El Sol residia sobre un arbre, anomenat Fusang o Kongsang. De matí, s'aixecava d'aquest arbre per pondre's i dormir sobre un altre arbre, situat a l'oest.
En l'antiguitat hi havia deu sols. Un dia, aquests es van aixecar al mateix temps, infligint als humans una calor insuportable. Yi va enderrocar-ne nou amb les seves fletxes, per la qual cosa només en va romandre un. Segons la majoria dels textos, el mateix Yao va demanar a l'arquer Yi que tallés els sols en comptes d'enderrocar-los, però aquest és el resultat de la barreja de les mitologies xineses i indoeuropees, ja que Yi és un heroi indoeuropeu. Aquest mite dels sols múltiples existeix en altres pobles de l'Extrem Orient, a Sibèria, i fins i tot en alguns relats amerindis. cv

### La Gran Inundació
La mitologia xinesa comparteix amb les tradicions sumèries, gregues, maies, judaiques i d'altres orígens el mite del Diluvi universal o gran inundació. En aquest cas, Yu, el Gran, amb ajuda de Nüwa, va construir els canals que van aconseguir controlar la inundació, i que van permetre a la gent cultivar les seves collites.

## Deitats importants

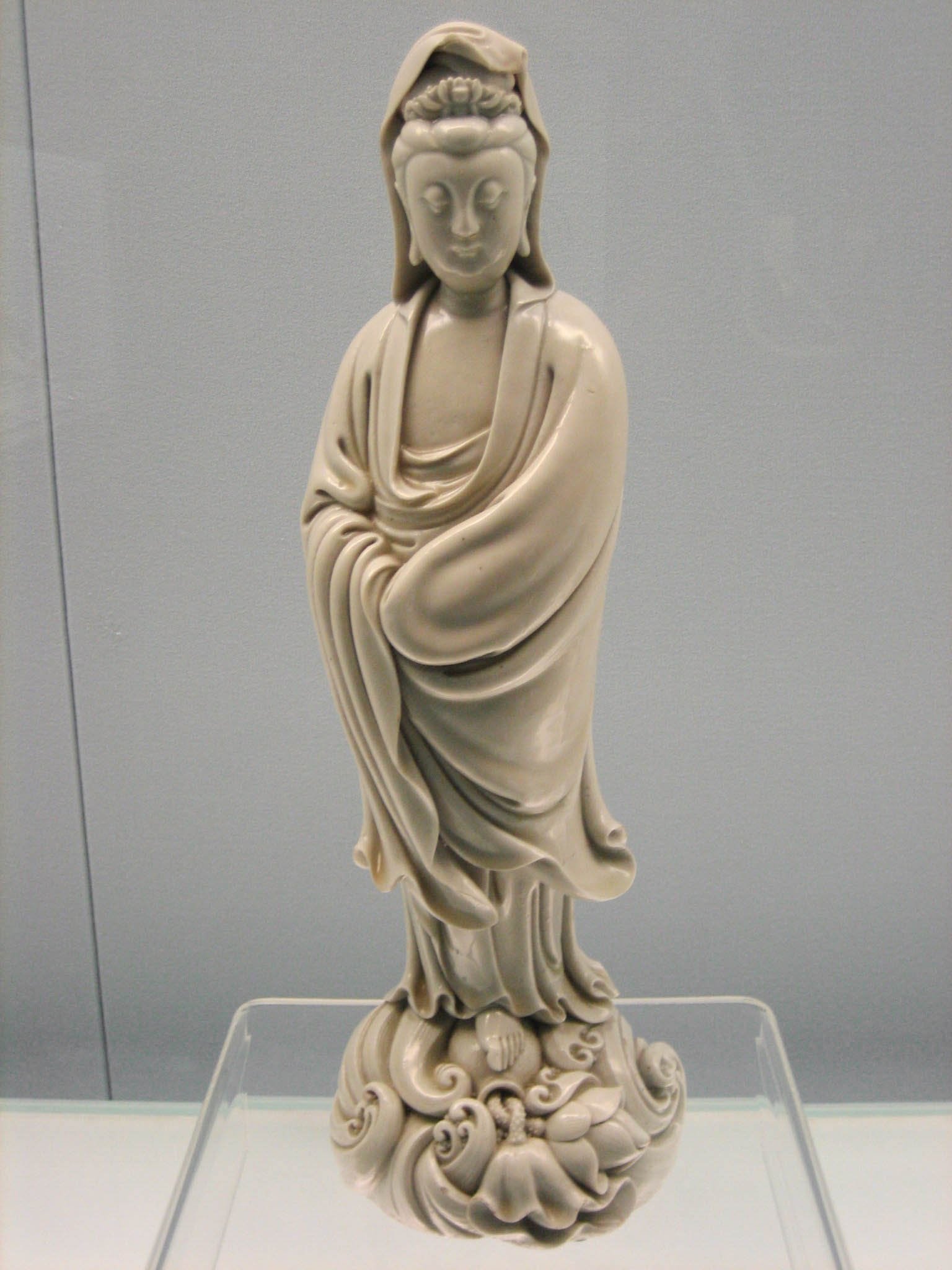
Guan Yin

- Nüwa. Va segellar el cel quan aquest va ser esquinçat, utilitzant pedres de set colors. El pegat aplicat va esdevenir l'arc de Sant Martí. Es diu que també és qui va crear la humanitat.
- Fuxi. Germà o espòs de Nüwa. Se li atribueix la invenció de l'escriptura, la pesca i la caça.
- Shen Nong. Inventor de l'agricultura.
- Yu el Gran. Primer emperador de la semillegendària dinastia Xia. Regula el curs dels rius per tal de controlar les inundacions. En algunes versions és un drac.
- Gong Gong. Un dimoni maligne de l'aigua que va destruir el mont Buzhou (不周山).
- Zhu Rong. Déu del foc. Va derrotar Gong Gong.
- Pangu. Va separar el cel de la Terra segons una història sobre la creació.[5]
- Cangjie. Va crear l'alfabet.
- Chi You. Déu guerrer que va lluitar contra Huang Di. Inventor de les armes de metall.
- Huang Di. L'emperador Groc, ancestre de tota la civilització xinesa.
- Xuan Nu. Va assistir Huang Di per sotmetre Chi You.
- Els Tres Purs. La trinitat daoista, les deïtats més altes.
- Emperador de Jade (o el Pare del Cel).[3] Governant del Cel i de la Terra. Taoista.
- Els vuit immortals. He Xiangu (何仙姑), Cao Guojiu (曹國舅), Li Tieguai (鐵拐李), Lan Caihe (藍采和), Lu Dongbin (呂洞賓), Han Xiang Zi (韓湘子), Zhang Guo Lao (張果老) i Zhongli Quan (漢鍾離). Són uns dignataris taoistes.[6]
- Quatre reis Celestials. Quatre déus guardians budistes.
- A Xiang (阿香). El conductor del carruatge del Déu del tro.
- Bi Fang (必方 o 畢方). Déu del foc.
- Bi Gan (比干), Cai Shen. Déu de l'abundància, que munta sobre un tigre.
- Chang E (嫦娥). Dea de la Lluna, esposa de Yi.
- Che Kung.
- Dizang Wang (地藏王菩薩). Salvador dels morts.
- Erlang Shen (二郎神).
- Fei Lian o Feng Bo. Déu del Vent. Enemic de Shen Yi.
- Déu del Nord (北帝, 真武大帝, Bei Di, Pak Tai).
- Guan Gong (關聖帝君). Déu de les germanies. Déu del poder marcial.
- Guan Yin (觀世音菩薩). Dea de la compassió i la misericòrdia.[7]
- Hai Re (海若). Déu dels mars.
- Hau Wong.
- Hung Shing (洪聖).
- Jingzha
- Kam Fa
- Kua Fu (夸父). El perseguidor del Sol.
- Kuixing. Déu de les proves.
- Hotei, el Buda somrient. Déu de la felicitat i abundància, popular deïtat budista.
- Lei Gong (雷公). Déu del tro.
- Lung Mo (龍母).
- Man Cheong.
- Man Mo.
- Mazu (妈祖). Deessa del mar, també coneguda com a Tianhou (天后, "Deessa del cel").
- Meng Po (孟婆).
- Muzha.
- Nezha (哪吒).
- Nu Ba. Antiga deessa de la sequera.
- Qi Xi. La noia pastora i teixidora.
- Qi Yu.
- Sam Po. Germana de Mazu.
- Shangdi (上帝).
- Shen Yi. El Salvador de la Xina. Un gran arquer.
- Shing Wong (城隍). Deessa responsable dels assumptes de la ciutat.
- Sun Wukong (孫悟空). El Rei Mico de Viatge a l'oest.
- Tam Kung. Déu del mar.
- Tian (天)
- Tu Di Gong (土地公). Déu de la terra.
- Wong Tai Sin (黃大仙).
- Xi Wangmu (西王母). "La Reina Mare de l'oest". Deessa que posseeix el secret de la vida eterna.
- Yan Luo (閻羅). Governant de l'infern (abreviació de 閻魔羅社, del sànscrit Yama Raja).
- Yuk Wong.
- Zao Jun (灶君). Déu popular de la cuina.
- Zhong Kui (鍾馗), o Jung Kwae. Personatge amb reputació de subjugar els dimonis.

## Criatures mítiques

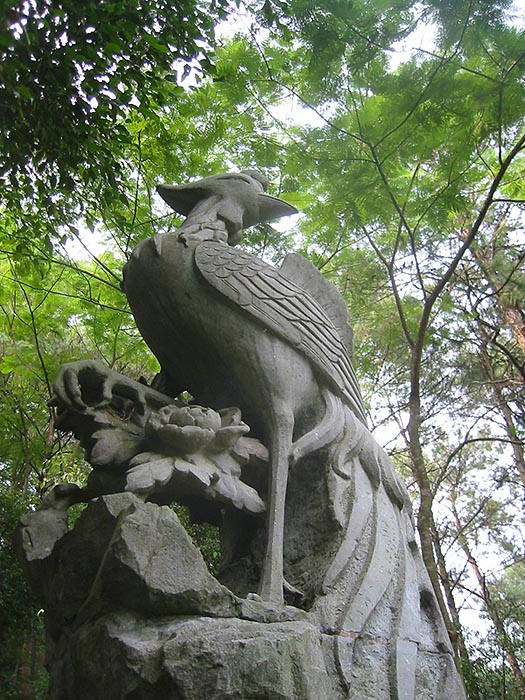
Fenghuang

### Aus
- Fenghuang. El fènix xinès.
- Ji Guang (吉光).
- Jian (鶼). Té un sol ull i una sola ala. Són dos i depenen l'una de l'altre; per tant, són inseparables; representen el marit i l'esposa (鶼鶼).
- Jingwei (精衛). Tracta d'omplir l'oceà amb branques i còdols.
- Shang-Yang. Una au de pluja.
- L'au de nou caps. Utilitzada per a espantar els nens.
- Su Shuang (鷫鵊). Descrita com un ocell d'aigua, com la grua.
- Peng (鵬). De mida gegantina i amb un terrible poder de vol. També coneguda com el Roc xinès.
- Qing Niao (青鳥). El missatger de Xi Wangmu.
- Zhu. Un mal presagi.

### Dracs
- Yinglong. Un poderós servent de Huang Di.
- Rei Drac (龙王, lóngwáng).
- Fucanglong. El drac del tresor.
- Shenlong. El drac de la pluja.
- Dilong. El drac de la terra.
- Tianlong. El drac celestial.
- Li (drac sense banyes). Un drac menor dels mars, que com el seu nom indica, no té banyes.
- Jiao. Un altre drac sense banyes, que viu als pantans. És el menor dels dracs.

### Altres criatures
- Ba She (巴蛇). Una serp que pot menjar elefants.
- Qilin[8] (Kirin en japonès). Animal quimèric amb diverses variacions. Originalment era una girafa.
- Long Ma. El drac cavall, similar al Qilin.
- Kui (夔). Un monstre d'una sola cama.
- Kun (鯤). Un gegantí i monstruós peix.
- Iuduan. Pot detectar la veritat.
- Yaoguai. Dimonis.
- Esperit de la guineu.
- Nian, la bèstia, mals esperits.
- Caps de bou i cares de cavall (牛頭馬面). Jove missatger dels inferns.
- Pixiu (貔貅).
- Rui Shi (瑞獅).
- Tao Tie (饕餮). Una mena de gàrgola, sovint trobada en antics recipients de bronze; representa l'avarícia. Es diu que és el cinquè fill del drac, i té un apetit tan gran que, fins i tot, es menja el seu cap.
- Xiao (魈). Esperit dimoni de la muntanya.
- Chao, el porc.

## Llocs mítics
- Xuan Pu (玄圃). Terra encantada a la muntanya Kunlun (崑崙).
- Yao Chi (瑤池). Residència dels immortals on viu Xi Wang Mu.
- Fu Sang (扶桑). Una illa mítica, sovint identificada amb Japó.
- Que Qiao (鵲橋). El pont format per aus a través de la Via Làctia.
- Peng lai (蓬萊). El paradís, una fabulosa illa encantada en el mar de la Xina.
- Long Men (龍門). La porta del drac on les carpes es poden transformen en dracs.
- Di Yu (地獄). L'infern xinès.